# وزارة شؤون دلتا النيجر
أعلن الرئيس النيجيري عمر يارادوا عن إنشاء وزارة لشؤون دلتا النيجر في 10 سبتمبر 2008.

## التاريخ
كان للوزارة الجديدة وزير مسؤول عن تنمية منطقة دلتا النيجر، ووزير دولة مكلف بتمكين الشباب. وأصبحت لجنة تنمية دلتا النيجر الحالية شبه حكومية في ظل الوزارة. وقال يارادوا إن الوزارة ستنسق الجهود لمعالجة تحديات تطوير البنية التحتية وحماية البيئة وتمكين الشباب في دلتا النيجر.
تعاملت حركة تحرير دلتا النيجر مع الإعلان بحذر، قائلة إن الوزارة الجديدة يمكن أن تكون وسيلة أخرى للفساد والمحاباة السياسية. على الرغم من أن منطقة دلتا هي المصدر الرئيسي للدخل الحكومي، إلا أنها فقيرة وحكمها سيء وتعاني من العنف والفساد. دعا النشطاء إلى حكومة حقيقية في المنطقة، وتطوير البنية التحتية وتوفير الوظائف. أعرب نشطاء حقوق الإنسان عن قلقهم من أن البيروقراطية الجديدة ستعطل التقدم في معالجة هذه القضايا.
في ديسمبر 2008، عين يارادوا «أوفوت إكيت» وزيرًا لشؤون دلتا النيجر وبيتر غودسداي أوروبيبي وزيرا للدولة. كان الأمين الدائم د. يحيى عبد الله. في يوليو 2009، عين يارادوا لاري كونيان من ولاية بايلسا، نائب المارشال المتقاعد، رئيسًا جديدًا لـ NDDC. في أغسطس 2009، أقامت الوزارة معرض عمل في أبوجا حضره أكثر من 30 شركة. وزعمت الوزارة أنه تم تأمين أكثر من 11000 فرصة عمل وعروض تدريبية خلال المعرض. في نوفمبر 2009، اقترح الرئيس يارادوا تخصيص 24 مليار دولار لوزارة دلتا النيجر لميزانيتها لعام 2010. وأوضح الدفاع عن الميزانية المقترحة في ديسمبر 2009 أمام لجنة مجلس الشيوخ حول دلتا النيجر، برئاسة السيناتور جيمس منجر، أوبونج أوفوت إكيت أن الوزارة واجهت صعوبات في تحقيق الأهداف في عام 2009 لأن 19.5 مليار دولار المخصصة لمشاريعها كانت موزعة بشكل غير متساو. واحتج متشددون سابقون على منح عقود لشركات من خارج المنطقة، مشيرين إلى أن هذه المشاريع قد تتعطل من قبل السكان المحليين المتضررين.
تم تعيين بيتر جودسداي أوروبيبي وزيراً لدلتا النيجر في 6 أبريل 2010، عندما أعلن الرئيس بالنيابة جودلاك جوناثان حكومته الجديدة. أشار تقرير مارس 2012 في فانجارد إلى أنه لم يتم تحقيق سوى القليل نسبيًا في السنوات الأربع الأولى. وتأخرت مشروعات تحسين الطرق وبناء مراكز اكتساب المهارات وتحسين إمدادات المياه والكهرباء عن الجدول الزمني. وقد تم تخصيص مبالغ كبيرة في الميزانية وإنفاقها على المشاريع المتعلقة بتطوير الواجهة البحرية بما في ذلك الحفر وتطوير الموانئ ولكن لم يتم فعل أي شيء ملموس. كانت هناك أيضًا فجوة كبيرة بين الوعود الفيدرالية والمبالغ التي تم صرفها. وقال متحدث باسم الوزارة إن الأولوية ستكون في استكمال المشاريع القائمة بدلاً من بدء مشروعات جديدة. نفت الوزارة مزاعم ازدواجية المشروع.